# Palm Harbor
Palm Harbor statisztikai település az Amerikai Egyesült Államok Florida államában Pinellas megyében. Lakosainak száma 61 366 fő (2020. április 1.).

## Népesség
A település népességének változása:

| 2010 | 57 439 |
| 2020 | 61 366 |